# Tramvaje Graz série 59–73 (Brno)
Tramvaje Graz série 59–73 jsou typ dvounápravové obousměrné tramvaje, vyrobené v roce 1920 podnikem Grazer Waggon- & Maschinen-Fabriks-Aktiengesellschaft vorm. Joh. Weitzer ve Štýrském Hradci pro Společnost brněnských elektrických pouličních drah. Jednalo se o poslední brněnské tramvaje ze Štýrského Hradce.

## Konstrukce
Základní konstrukce skříně vycházela z dříve dodaných tramvají série 50–55 ze Štýrského Hradce, některé prvky ale vycházely z tramvají řady CMg z vagónky Studénka. Vozová skříň byla tvořena ocelovým roštem a dřevěnou kostrou. Ze série 50–55 vycházel půdorys skříně, který byl však zúžen na 2,3 m, a konstrukce střechy (dřevěné palubky pokryté plátnem). Z řady CMg naopak byla využita velká boční okna, peřejkové obložení spodní poloviny skříně a uspořádání sedadel, které bylo na jedné straně podélné a na druhé příčné. Vstup na uzavřené plošiny byl zajištěn posuvnými dveřmi, které byly vpředu na pravé straně ve směru jízdy dvojdílné a vzadu jednodílné. Prostor pro cestující byl od plošin oddělen přepážkami s posuvnými dveřmi. Odběr proudu byl zajištěn pomocí tyčového sběrače s kladkou. Skříň spočívala na dvounápravovém nýtovaném podvozku z ocelových plechů a válcovaných profilů. Odpružení zajišťovaly listové pružiny, nápravy byly uchyceny pomocí kluzných ložisek. Elektrickou část dodala firma AEG, její součástí byly osvědčené kontroléry B6-30 s jedenácti jízdními stupni (šest pro zapojení motorů do série a pět pro paralelní zapojení motorů) a šesti stupni elektrodynamické brzdy. O samotnou regulaci výkonu se staraly na střeše umístěné litinové odporníky. Pohon vozů zajišťovaly dva motory typu DU 158 o výkonu 40,5 kW.
Během svého provozu byly vozy upravovány. Tyčový sběrač byl ve 30. letech 20. století vyměněn za lyru, která však trpěla odskoky, takže byla po druhé světové válce nahrazena lehkým pantografem. Dvojité posuvné dveře na plošinách byly v průběhu 30. let nahrazeny čtyřkřídlými skládacími, na stupačkách přibyl v té době také jeden schod pro snadnější nástup a příčná sedadla byla v salonu pro cestující nahrazena podélnými lavicemi.

## Dodávky tramvají
V roce 1920 bylo vyrobeno celkem 15 vozů tohoto typu.
| Současný stát | Město | Článek | Roky dodávek | Počet vozů | Evidenční čísla při dodání | Poznámky                                                                  | Zdroj |
| ------------- | ----- | ------ | ------------ | ---------- | -------------------------- | ------------------------------------------------------------------------- | ----- |
| Česko         | Brno  | článek | 1920–1921    | 15         | 59–73                      | dodány i dva náhradní podvozky, později použité pro tramvaje č. 151 a 152 | [ 4 ] |

## Provoz

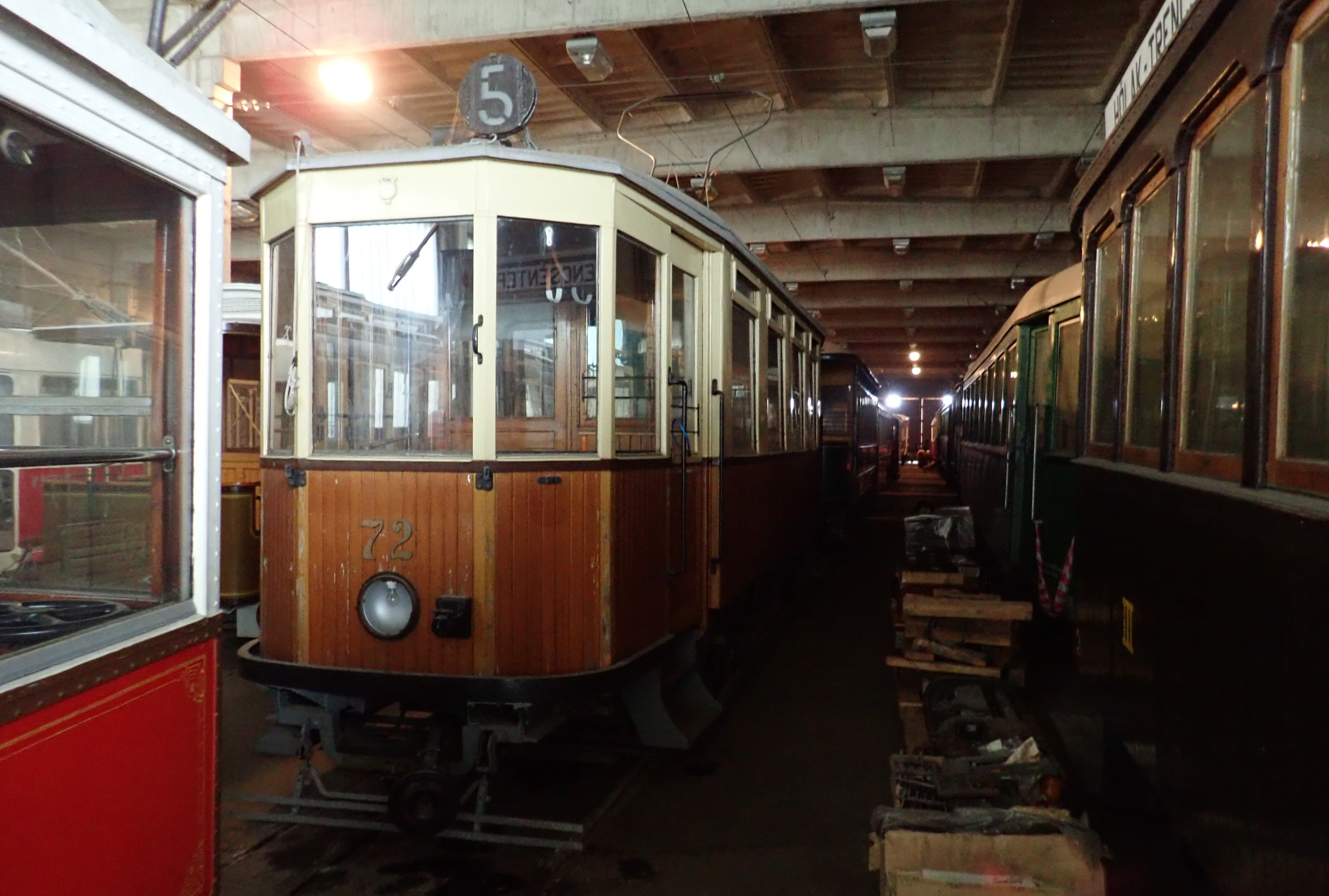
Tramvaj ev. č. 72 v depozitáři TMB v Líšni

Objednávka na nové vozy ze štýrskohradecké vagónky byla ze strany Společnosti brněnských elektrických pouličních drah učiněna již v roce 1916, avšak vzhledem k událostem první světové války proběhla jejich výroba až roku 1920. První čtyři vozy byly v Brně zařazeny do provozu v říjnu 1920, zbylých 11 potom v únoru a květnu 1921. Po roce 1929 byly vozy této série přesunuty do vozovny Husovice, odkud obsluhovaly především linky 2, 5 a 8. V roce 1950 došlo k hromadnému přečíslování brněnských tramvají, vozy č. 59–73 získaly nová čísla 19–33. Jejich vyřazování z osobní dopravy proběhlo v letech 1963–1965, devět z nich bylo poté převedeno mezi služební vozy. Většina z nich byla definitivně vyřazena v letech 1967 a 1968, jako poslední byl v roce 1969 odstaven služební vůz č. 816.
V roce 1968 byl během příprav na oslavy 100. výročí brněnské městské hromadné dopravy, které se měly konat v roce 1969, vybrán služební vůz č. 812 (odstaven 1968) jako zástupce své série. V průběhu let 1968 a 1969 byl v Ústředních dílnách Dopravního podniku města Brna renovován do stavu po rekonstrukci v roce 1937 (lyrový sběrač, podélné sedačky, dva stupínky, čtyřdílné dveře) a bylo mu navráceno původní číslo 72. V roce 1971 byl, společně s ostatními do té doby renovovanými tramvajemi, předán Technickému muzeu v Brně, které jej zařadilo do své vznikající sbírky vozidel MHD.